# Canton de Méry-sur-Seine
Le canton de Méry-sur-Seine est une ancienne division administrative française, située dans le département de l'Aube en région Champagne-Ardenne.

## Géographie
Ce canton était organisé autour de Méry-sur-Seine dans l'arrondissement de Nogent-sur-Seine. 

## Histoire
Par le décret du 21 février 2014, le canton est supprimé à compter des élections départementales de mars 2015. Il est englobé dans le canton de Creney-près-Troyes.

## Représentation

### conseillers généraux de 1833 à 2015
| Période | Période      | Identité                                             | Étiquette                             | Qualité |
| ------- | ------------ | ---------------------------------------------------- | ------------------------------------- | --- |
| 1833    | 1838         | Comte Adrien Godard d'Aucour de Plancy               |                                       | Ancien préfet, propriétaire à Plancy |
| 1838    | 1848         | Jean Antoine de Mongis (d)                           |                                       | Substitut à Paris |
| 1848    | 1864         | Pierre Charles Hippolyte Jacquemin-Corrard d'Orfeuil |                                       | Juge à Nogent-sur-Seine puis président du tribunal civil d'Arcis-sur-Aube                                                                                     |
| 1864    | 1871         | Baron Auguste Godard d'Aucour de Plancy              | Majorité dynastique puis Centre droit | Propriétaire à Plancy Député (1849-1851, 1861-1870) |
| 1871    | 1881         | Adrien Prudhomme                                     |                                       | Négociant Maire de Méry-sur-Seine |
| 1881    | 1886         | Alfred Peigné-Crémieux                               | Radical                               | Propriétaire à Méry-sur-Seine |
| 1886    | 1927 (décès) | Constant Théveny                                     | Républicain                           | Médecin et cultivateur Député (1910-1927) Président du conseil général (1889-1910)                                                                            |
| 1927    | 1936 (décès) | Émile Rivière                                        | Rad.ind.                              | Notaire à Méry-sur-Seine, conseiller d'arrondissement |
| 1936    | 1940         | Paul Dubois                                          | Front populaire                       | Maire de Chauchigny, conseiller d'arrondissement |
|         |              |                                                      |                                       | |
| 1943    | 1945         | André Dore (1887-1964)                               | ?                                     | Industriel Conseiller municipal de Fontaine-les-Grès Nommé conseiller départemental en 1943                                                                   |
|         |              |                                                      |                                       | |
| 1945    | 1961         | Maurice Parez                                        | Rad.-Rad.ind.                         | Ingénieur TPE. Maire de Méry-sur-Seine Président du conseil général (avril à octobre 1950)                                                                    |
| 1961    | 1981         | Pierre Labonde                                       | CNI puis RI puis UDF-PR               | Président de la Fédération nationale des fermiers et métayers Maire de Rhèges-Bessy (1971-1981) Sénateur (1971-1981) Président du conseil général (1967-1981) |
| 1982    | 2015         | Philippe Adnot                                       | Mouvement libéral et modéré (DVD)     | Agriculteur à Rhèges-Bessy Sénateur depuis 1989 Président du conseil général, puis départemental, (1990-2017)                                                 |

### Conseillers d'arrondissement de 1833 à 1940
Le canton de Méry avait trois conseillers d'arrondissement jusqu'en 1926, puis deux jusqu'en 1940.
Il appartenait à l'arrondissement d'Arcis-sur-Aube jusqu'à sa disparition en 1926.
| Période                                  | Période      | Identité                               | Étiquette                | Qualité |
| ---------------------------------------- | ------------ | -------------------------------------- | ------------------------ | --- |
| 1833                                     | 1842         | M. de Chavaudon des Ruez               |                          | Maire de Droupt-Saint-Basle                                                                                 |
| 1833                                     | 1838 (décès) | Charles-Alexandre Bertrand (1786-1838) |                          | Notaire, propriétaire à Plancy                                                                              |
| 1833                                     | 1848         | Louis-Denis Thomas (1788-1856)         |                          | Notaire, propriétaire, maire de Méry-sur-Seine                                                              |
| 1838                                     | 1848         | M. Bertrand                            |                          | Propriétaire à Plancy                                                                                       |
| 1842                                     | 1848         | M. Mirey-Guyot                         |                          | Propriétaire à Méry-sur-Seine                                                                               |
|                                          |              |                                        |                          | |
| av.1891                                  |              | Alphonse Benonni Jobert                |                          | Notaire, maire de Droupt-Saint-Basle, suppléant du juge de paix                                             |
|                                          |              |                                        |                          | |
|                                          | 1891 (décès) | Louis-Claude Contat (1838-1891)        |                          | Ingénieur civil, Méry-sur-Seine                                                                             |
|                                          |              |                                        |                          | |
| 24 déc. 1911                             | 1922 (décès) | Constant Cochery (1863-1922)           | Radical                  | Médecin, Président du comité radical de Troyes                                                              |
| 1907                                     | 1919         | H. Chapuis                             | Républicain progressiste | |
| 1913                                     | 1919         | G. Clément                             | Républicain progressiste | |
| 1919                                     | 1936         | Paul Dubois                            | Radical                  | Maire de Chauchigny, Président du Conseil d'arrondissement                                                  |
| 1919                                     | 1927         | Émile Rivière                          | Radical                  | Notaire à Méry-sur-Seine                                                                                    |
| 1922                                     | 1927         |                                        |                          | |
| 1927                                     | 1940         | Henri Lecomte                          | Radical                  | Maire de Plancy                                                                                             |
| 1936                                     | 1940         | Charles Lambert                        | Radical                  | Agriculteur, maire de Saint-Mesmin                                                                          |
| 1940                                     |              |                                        |                          | Les conseils d'arrondissement ont été suspendus par la loi du 12 octobre 1940 et n'ont jamais été réactivés |
| Les données manquantes sont à compléter. |              |                                        |                          | |

## Composition
Le canton de Méry-sur-Seine regroupait vingt-cinq communes et comptait 9 748 habitants (recensement de 2009 sans doubles comptes).
| Communes              | Population (2012) | Code postal | Code Insee |
| --------------------- | ----------------- | ----------- | ---------- |
| Bessy                 | 131               | 10170       | 10043      |
| Boulages              | 230               | 10380       | 10052      |
| Champfleury           | 156               | 10700       | 10075      |
| Chapelle-Vallon       | 191               | 10700       | 10082      |
| Charny-le-Bachot      | 172               | 10380       | 10086      |
| Châtres               | 593               | 10510       | 10089      |
| Chauchigny            | 252               | 10170       | 10090      |
| Droupt-Saint-Basle    | 297               | 10170       | 10131      |
| Droupt-Sainte-Marie   | 234               | 10170       | 10132      |
| Étrelles-sur-Aube     | 130               | 10170       | 10144      |
| Fontaine-les-Grès     | 893               | 10280       | 10151      |
| Les Grandes-Chapelles | 360               | 10170       | 10166      |
| Longueville-sur-Aube  | 133               | 10170       | 10207      |
| Méry-sur-Seine        | 1 394             | 10170       | 10233      |
| Mesgrigny             | 229               | 10170       | 10234      |
| Plancy-l'Abbaye       | 949               | 10380       | 10289      |
| Prémierfait           | 99                | 10170       | 10305      |
| Rhèges                | 214               | 10170       | 10316      |
| Rilly-Sainte-Syre     | 242               | 10280       | 10320      |
| Saint-Mesmin          | 830               | 10280       | 10353      |
| Saint-Oulph           | 194               | 10170       | 10356      |
| Salon                 | 152               | 10700       | 10365      |
| Savières              | 895               | 10600       | 10368      |
| Vallant-Saint-Georges | 376               | 10170       | 10392      |
| Viâpres-le-Petit      | 121               | 10380       | 10408      |

## Démographie
| 1962  | 1968  | 1975  | 1982  | 1990  | 1999  | 2006  | 2011   | 2012   |
| ----- | ----- | ----- | ----- | ----- | ----- | ----- | ------ | ------ |
| 8 815 | 8 617 | 8 281 | 8 919 | 9 262 | 9 138 | 9 440 | 10 089 | 10 178 |